# Шейх ат-Таифа ат-Туси
Абу́ Джафа́р Муха́ммад ибн аль-Ха́сан ат-Ту́си (араб. محمد ابن الحسن الطوسي‎; 966, Тус — 2 декабря 1067, ан-Наджаф) — персидский учёный из шиитов-двунадесятников, автор двух из четырёх важнейших шиитских сборников хадисов. Известен также как Шейх Туси и Шейх ат-Таифа.

## Биография
Шейх Туси родился в 966 году (385 г.х.) в иранском городе Тус.
Начальное образование получил в своём родном городе. В 1018 году перебрался в Багдад. Там он на первых порах обучался у Шейха Муфида, который в 1022 году скончался и передал главенство Шерифу Муртазе, который оставался в должности вплоть до смерти в 1045 году. За это время Шейх Туси стал его приближенным и благодаря своей учёности — естественным преемником как ведущий представитель шиитского направления ислама. Ат-Туси пользовался таким авторитетом, что даже аббасидский халиф аль-Кадир посещал его лекции.
В последние годы жизни ат-Туси политическая ситуация в государстве Аббасидов стала нестабильной. За счёт ослабления персидской конфедерации Буидов, сюзеренов халифов свою мощь в Иране набрала династия Сельджукидов, основав сильное государство. В 1055 году под предводительством Тогрул-бека они взяли Багдад, убив многих шиитских и суннитских улемов. Дом ат-Туси был сожжён вместе с его багдадскими произведениями и библиотекой с важными шиитскими книгами.
Видя опасность, которая подстерегает его в Багдаде, ат-Туси направился в священный шиитский город ан-Наджаф, в котором по шиитскому преданию захоронен Али ибн Абу Талиб (сунниты же считают, что он захоронен в Голубой мечети в Мазари-Шариф, Афганистан). Этот приезд придал городу статус центра шиитской мысли, который он носит до сих пор. Шейх ат-Туси умер 22 числа месяца Мухаррам 460 года хиджры (2 декабря 1067 года). Его тело было погребено в доме, который затем, согласно его завещанию, шииты перестроили в мечеть. Его преемником стал его сын аль-Муфид ас-Сани.